# ロンブロン州

ロンブロン州

ロンブロン州（ロンブロンしゅう、Province of Romblon）は、フィリピン中部ミマロパ地方（MIMAROPA, Region IV-B）に属する州である。ロンブロン島、タブラス島、シブヤン島などの島々で構成されている。北にマリンドゥク州、西にオリエンタル・ミンドロ州、南に西ビサヤ地方のアクラン州、東にシブヤン海を挟んでビコル地方のマスバテ州と隣接している。面積は1,355.9km2で国内10番目に小さく、人口は292,781人（2015年）、州都は地方自治体の1つロンブロンで、州内に都市はない。